# Lastovsko otočje
Lastovsko otočje pripada skupini južnodalmatinskih otoka, a nalazi se u Dubrovačko-neretvanskoj županiji u Hrvatskoj¸. Otočje zauzima površinu od 196km².
Otočje čini ukupno 46 otoka, otočića i hridi. Daleko najveći otok, prema kojem je otočje dobilo ime, je Lastovo.
Popis otoka:
1. Sušac
2. Bijelac
3. Kopište (Kopist)
4. Pod Kopište (Škoj od Kopist)
5. Crnac
6. Prežba
7. Mrčara
8. Pod Mrčaru (Škoj od Mrčare)
9. Mali Rutvenjak
10. Veji Rutvenjak
11. Vlašnik
12. Bratin
13. Makarac
14. Karlovića Tovari
15. Hljeb Velji (Hljeb)
16. Hljeb Mali[Nije na popisu na izvoru]
17. Mali Maslovnjak
18. Veji Maslovnjak
19. Mrca (Škoj od Mrtac)
20. Zaklopatica (Škoj od Zaklopatice)
21. Uska (Škoj od Uske)

Lastovci:
1. Mali Arženjak
2. Veji Arženjak
3. Češvinica
4. Mali Golubinjak
5. Veji Golubinjak
6. Kručica
7. Mali Lukovac
8. Srednji Lukovac
9. Gornji Lukovac
10. Petrovac
11. Saplun/Mladine
12. Stomorina
13. Škoj od Barja
14. Mrkljenta bijela
15. Mrkljenta crna
16. Tajan Veli
17. Tajan Mali

Vrhovnjaci:
1. Bratac Mali[Nije na popisu na izvoru]
2. Bratac
3. Donja Sestrica (Sestrica Mala)
4. Srednja Sestrica
5. Gornja Sestrica (Veja Sestrica)
6. Mrkjenta pod Smokvicu (Obrovac)
7. Donji Vlašnik (Smokvica)
8. Srednji Vlašnik
9. Gornji Vlašnik
10. Mrkjenta kod Glavata
11. Glavat

## Vanjske poveznice
|  | Zajednički poslužitelj ima još gradiva o temi Lastovsko otočje |